# Ficus detonsa
Ficus detonsa är en mullbärsväxtart som beskrevs av Edred John Henry Corner. Ficus detonsa ingår i släktet fikonsläktet, och familjen mullbärsväxter. Inga underarter finns listade i Catalogue of Life.